# 王德妃 (唐文宗)
王德妃（？—838年），中国唐朝时期皇族女性，是唐文宗的妃子，本名失传。莊恪太子李永的生母。
王氏早年的事迹已不可考，只知道她在820年代生下唐文宗的长子李永。大和四年（830年）春正月戊子，李永被封为魯王，同月王氏被立为昭仪。大和六年，832年，李永被立为太子。
开成二年（837年），文宗的宠妾杨昭容被晋升为四妃中的贤妃，王昭仪则升为四妃中的德妃。开成三年（838年），失宠的王德妃因杨贤妃诬告而被杀。随后，李永被杨贤妃陷害被废，不久死去。文宗死后，其弟唐武宗赐死杨贤妃。